# Église mixte de Wihr-en-Plaine
L'église mixte de Wihr-en-Plaine est un monument historique situé à Horbourg-Wihr, dans le département français du Haut-Rhin.

## Localisation
Ce bâtiment est situé rue de l'Église à Horbourg-Wihr.

## Historique
L'édifice fait l'objet d'un classement au titre des monuments historiques depuis 1898.